# قزل‌تالا
قزل‌تالا (به لاتین: Kyzyl-Tala) یک منطقهٔ مسکونی در قرقیزستان است که در استان اوش واقع شده‌است. قزل‌تالا ۲٬۳۵۰ متر بالاتر از سطح دریا واقع شده‌است.